# Jain Kim
Jain Kim (auch: Kim Ja-in, koreanisch: 김자인; * 11. September 1988 in Goyang, Südkorea) ist eine südkoreanische Sportkletterin. 

## Karriere
Kim begann 12-jährig zu klettern und nimmt seit 2004 an Wettkämpfen teil. Sie klettert mehrheitlich in den Disziplinen Lead und Bouldern. An ihrem ersten Weltcup 2004 wurde sie in Chamonix 41. Im selben Jahr gewann sie erstmals die Asienmeisterschaften im Lead. Insgesamt gewann sie elf-mal die Asienmeisterschaften im Lead und dreimal im Bouldern. An den Weltmeisterschaften 2009 wurde sie Zweite im Lead und im folgenden Jahr gewann sie das Rockmaster in Arco.
2014 wurde sie Weltmeisterin im Lead. 2009, 2011 und 2012 wurde sie Vizeweltmeisterin. 2010, 2013 und 2014 gewann sie den Gesamtweltcup im Lead, 2010 und 2015 in der Kombination.
2020 machte sie eine Pause vom Wettkampfklettern, nachdem sie eine Tochter geboren hatte. 2022 nahm sie erstmals wieder an einem Wettkampf teil und wurde an den Asienmeisterschaften Dritte.